# ピクチャーマジック
株式会社ピクチャーマジック（英: Picture Magic,Inc.）は、かつて存在したアニメーション・ゲーム他映像制作物の企画・制作・プロデュースを主な事業としていた日本の企業。株式会社MAGES.の完全子会社であった。多くの作品の場合、「ピクチャーマジック」「Picture Magic」などの名義でクレジットされていた。

## 概要・沿革
1995年に中西孝が設立した会社で1998年より営業業務を開始した。開始当初はゲーム音楽関連のCDの制作や声優関連の音楽制作を主としていたが、2001年にビッグコミックの公式ホームページの有料フラッシュアニメの制作を契機にアニメ制作に進出。進出当初はゲームのムービーパート制作を主としていたが2003年に陸演隊と共同で制作したOVAである『Memories Off 2nd』から元請制作を開始。2004年にテレビアニメである『カッパの飼い方』から初の自社単独による元請制作を開始。2006年頃には本社を渋谷区東3丁目から移転している。同年7月には文化放送、ドワンゴと共に『AG-ONE』の設立に参加し資本参加。2007年夏頃より代表の中西がAG-ONEの社長を兼任。2008年に資本関係が逆転し、AG-ONEの完全子会社となる。
親会社となったAG-ONEの旧本社事務所（東京都港区浜松町1丁目27番8号森ビル5F）内に浜松町オフィスを併設していたが、2010年6月にAG-ONEの本社が移転する際に一緒に移転はせず、閉鎖した。
株主総会の決議により2012年12月11日に解散した。

## 主な作品

### テレビアニメ
| 開始年 | 放送期間         | タイトル                  | 監督                        | アニメーション プロデューサー | 原作       | 備考                                                                        |
| ------ | ---------------- | ------------------------- | --------------------------- | ----------------------------- | ---------- | --------------------------------------------------------------------------- |
| 2004年 | 10月 - 2005年4月 | カッパの飼い方            | 宮崎なぎさ                  | N/A                           | 漫画       |                                                                             |
| 2004年 | 10月 - 2005年1月 | W〜ウィッシュ〜           | 関田修                      | 佐久間敏郎 岡尾貴洋           | ゲーム     | 共同制作：トライネットエンタテインメント アニメーション制作協力：陸演隊     |
| 2005年 | 7月 - 9月        | 機動新撰組 萌えよ剣 TV    | 所俊克                      | 岩川広司 佐久間敏郎 岡田正和  | ゲーム     | 共同制作：トライネットエンタテインメント アニメーション制作協力：陸演隊     |
| 2005年 | 10月 - 12月      | ラムネ                    | 髙田淳                      | 佐久間敏郎 野村宙             | ゲーム     | 共同制作：トライネットエンタテインメント アニメーション制作協力：ラディクス |
| 2006年 | 1月 - 3月        | 鍵姫物語 永久アリス輪舞曲 | 宮崎なぎさ                  | 北村京子                      | 漫画       | 共同制作：トライネットエンタテインメント                                    |
| 2006年 | 4月 - 6月        | Soul Link                 | 所俊克                      | 佐久間敏郎 三上孝一           | ゲーム     |                                                                             |
| 2007年 | 4月 - 9月        | 鋼鉄三国志                | えんどうてつや（総） 嵯峨敏 | 植田もとき                    | オリジナル |                                                                             |
| 2009年 | 4月 - 9月        | 咲-Saki-                  | 小野学                      | 柴田知典                      | 漫画       | 第15話以降                                                                  |

### OVA
| 発売年 | タイトル                        | 監督           | アニメーション プロデューサー | 原作   | 備考                                      |
| ------ | ------------------------------- | -------------- | ----------------------------- | ------ | ----------------------------------------- |
| 2003年 | Memories Off 2nd                | 岡尾貴洋       | 佐久間敏郎                    | ゲーム | 共同制作：陸演隊                          |
| 2003年 | トゥルー・ラブストーリー        | うえだひでひと | N/A                           | ゲーム | -2004年、共同制作：A-LINE                 |
| 2003年 | 機動新撰組 萌えよ剣             | 殿勝秀樹       | 佐久間敏郎 橋本和典           | ゲーム | -2004年                                   |
| 2004年 | 夏色の砂時計                    | 岡尾貴洋       | N/A                           | ゲーム | 共同制作：陸演隊 制作協力：フロントライン |
| 2004年 | Memories Off 3.5 想い出の彼方へ | 所俊克         | 岡尾貴洋                      | ゲーム | 共同制作：陸演隊                          |
| 2004年 | Memories Off 3.5 祈りの届く刻…  | 所俊克         | 岡尾貴洋                      | ゲーム | 共同制作：陸演隊                          |

### Webアニメ
| 配信年 | タイトル          | 監督           | アニメーション プロデューサー | 原作       | 備考    |
| ------ | ----------------- | -------------- | ----------------------------- | ---------- | ------- |
| 2006年 | あゆまゆ劇場      | 嵯峨敏         | 中西孝                        | オリジナル | -2007年 |
| 2008年 | ペンギン娘♥はぁと | まついひとゆき | 植田もとき 澤口幸一           | 漫画       |         |

### 制作協力
| 年     | タイトル                             | 制作元請             | 備考                   |
| ------ | ------------------------------------ | -------------------- | ---------------------- |
| 2005年 | ノエイン もうひとりの君へ            | サテライト           | -2006年、各話制作協力  |
| 2007年 | 灼眼のシャナII                       | J.C.STAFF            | 各話制作協力           |
| 2007年 | レンタルマギカ                       | ZEXCS                | -2008年、各話制作協力  |
| 2008年 | ARIA The ORIGINATION                 | ハルフィルムメーカー | 各話制作協力           |
| 2008年 | スレイヤーズREVOLUTION               | J.C.STAFF            | 各話制作協力           |
| 2008年 | ネオ アンジェリーク Abyss            | ゆめ太カンパニー     | 各話制作協力           |
| 2008年 | のだめカンタービレ 巴里編            | J.C.STAFF            | 各話制作協力           |
| 2009年 | スレイヤーズEVOLUTION-R              | J.C.STAFF            | 各話制作協力           |
| 2009年 | ドルアーガの塔 〜the Sword of URUK〜 | ゴンゾ               | 各話制作協力           |
| 2009年 | みなみけ おかえり                    | アスリード           | 各話制作協力           |
| 2009年 | とらドラ!                            | J.C.STAFF            | 各話制作協力           |
| 2009年 | 初恋限定。                           | J.C.STAFF            | 各話制作協力           |
| 2009年 | メタルファイト ベイブレード          | タツノコプロ         | 各話担当制作           |
| 2009年 | 真マジンガー 衝撃! Z編               | BEE・MEDIA、Code     | 各話アニメーション協力 |
| 2010年 | のだめカンタービレ フィナーレ        | J.C.STAFF            | 各話制作協力           |
| 2010年 | B型H系                               | ハルフィルムメーカー | 各話制作協力           |
| 2010年 | メタルファイト ベイブレード 爆       | シナジーSP           | 各話担当制作           |
| 2010年 | 咎狗の血                             | A-1 Pictures         | プロダクション協力     |
| 2011年 | Aチャンネル                          | Studio五組           | 各話制作協力           |